# Shane West
Shane West (Baton Rouge, Louisiana, 1978. június 10. –) amerikai színész és énekes. 
Legismertebb alakításait olyan televíziós sorozatokban nyújtotta, mint a Még egyszer és újra, a Vészhelyzet, a Nikita,  a Salem és a Gotham. Feltűnt a Séta a múltba című 2002-es romantikus filmdrámában is. 
A színészet mellett a Germs, valamint saját, Jonny Was és Twilight Creeps nevű együtteseiben zenél.

## Filmográfia

### Film
| Év   | Magyar cím                         | Eredeti cím                           | Szerep                      | Magyar hang      |
| ---- | ---------------------------------- | ------------------------------------- | --------------------------- | ---------------- |
| 1999 | Szabad a szerelem                  | Liberty Heights                       | Ted                         | Markovics Tamás  |
| 2000 | Kerül, amibe kerül                 | Whatever It Takes                     | Ryan Woodman                | Vári Attila      |
| 2000 | Drakula 2000                       | Dracula 2000                          | J.T.                        | Damu Roland      |
| 2001 | Kihevered, haver!                  | Get Over It                           | Bentley 'Striker' Scrumfeld | Damu Roland      |
| 2001 | Ocean’s Eleven – Tripla vagy semmi | Ocean's Eleven                        | önmaga                      | Csőre Gábor      |
| 2002 |                                    | A Time for Dancing                    | Paul DJ                     |                  |
| 2002 | Séta a múltba                      | A Walk to Remember                    | Landon Carter               | Seszták Szabolcs |
| 2003 | A szövetség                        | The League of Extraordinary Gentlemen | Tom Sawyer                  | Zámbori Soma     |
| 2006 | A rég elveszett fiú                | The Elder Son                         | Bo                          | Hamvas Dániel    |
| 2007 |                                    | What We Do Is Secret                  | Darby Crash                 |                  |
| 2009 | A titokzatos lakó                  | The Lodger                            | 'Street' Wilkenson          | Hevér Gábor      |
| 2009 | Vörös homok                        | Red Sands                             | Jeff Keller                 | Markovics Tamás  |
| 2009 | Az Echelon-összeesküvés            | Echelon Conspiracy                    | Max Peterson                |                  |
| 2010 |                                    | The Presence                          | Ghost                       |                  |
| 2014 | Kerozin cowboyok                   | Red Sky                               | Tom Craig                   | Markovics Tamás  |
| 2016 | Egyedül a vadonban                 | Here Alone                            | Jason                       |                  |
| 2017 | A Zodiákus újra öl                 | Awakening the Zodiac                  | Mick Branson                | Markovics Tamás  |
| 2020 |                                    | Gossamer Folds                        | Billy Millikin              |                  |
| 2022 | Menekülés a mezőről                | Escape the Field                      | Ryan                        | Varga Gábor      |
| 2022 |                                    | Outsiders (No Running)                | O'Hare seriff               |                  |
| 2022 |                                    | Chariot                               | Rory Calhoun                |                  |
| 2022 |                                    | Mid-Century                           | Tom                         |                  |
| 2023 |                                    | La Usurpadora: The Musical            | Chad                        |                  |
| 2023 | Sue, a bűnöző                      | The Dirty South                       | Dion                        | Markovics Tamás  |

### Televízió
| Év        | Magyar cím             | Eredeti cím              | Szerep                  | Megjegyzések                                                |
| --------- | ---------------------- | ------------------------ | ----------------------- | ----------------------------------------------------------- |
| 1995      | Kisvárosi rejtélyek    | Picket Fences            | Dave Lattimore          | 1 epizód                                                    |
| 1995      | Kaliforniai álom       | California Dreams        | Doug                    | 1 epizód                                                    |
| 1996      |                        | The Crew                 | üzletvezető             | 1 epizód                                                    |
| 1996      | A kis gézengúz         | Boy Meets World          | Nick                    | 1 epizód                                                    |
| 1997      | A Westing-játszma      | The Westing Game         | Chris Theodorakis       | tévéfilm                                                    |
| 1997      |                        | Mr. Rhodes               | Mick                    | 1 epizód                                                    |
| 1997      |                        | Meego                    | srác nagy kalapban      | 1 epizód                                                    |
| 1997      | Buffy, a vámpírok réme | Buffy the Vampire Slayer | Sean                    | 1 epizód                                                    |
| 1997      | Sliders                | Sliders                  | Kirk                    | - 1 epizód - magyar hangja: - Viczián Ottó                  |
| 1997      |                        | To Have & to Hold        | Mitch Maloney           | 1 epizód                                                    |
| 1999–2002 | Még egyszer és újra    | Once and Again           | Eli Sammler             | főszereplő (55 epizód)                                      |
| 2004–2009 | Vészhelyzet            | ER                       | Dr. Ray Barnett         | főszereplő (70 epizód)                                      |
| 2010      |                        | The Search for El Dorado | Jack Wilder             | 2 epizód                                                    |
| 2010–2013 | Nikita                 | Nikita                   | Michael                 | főszereplő (73 epizód)                                      |
| 2014–2017 | Salem                  | Salem                    | John Alden              | - főszereplő (36 epizód) - magyar hangja: - Markovics Tamás |
| 2019      | Gotham                 | Gotham                   | Eduardo Dorrance / Bane | 4 epizód                                                    |

### Videóklipek
| Év   | Előadó      | Cím                  | Szerep   |
| ---- | ----------- | -------------------- | -------- |
| 2001 | Mandy Moore | "Cry"                | fiúbarát |
| 2001 | Mandy Moore | "Only Hope"          | fiúbarát |
| 2001 | Mandy Moore | "Someday We'll Know" | fiúbarát |